# Leucothrix arctica
Espèce
Leucothrix arctica est une gammaprotéobactérie et une des espèces du genre bactérien Leucothrix. Elle a été isolée des eaux côtières de l'arctique.

## Description
Leucothrix arctica est une bactérie à Gram négatif, strictement aérobie, non flagellée, non mobile, oxydase et catalase positive, et en forme de bâtonnet.
Au laboratoire, sa croissance optimale se situe à 15 °C en présence de 2 à 2.5 % (w/v) de NaCl, à pH 7.5 à ph 8.5.

## Taxonomie

### Étymologie
Son étymologie est la suivante : Leu'co.thrix Gr. adj. leucus signifiant clair, léger; Gr. n. thrix trichis cheveux; M. L. fem. n. Leucothrix chevelure incolore pour le nom de genre et arc’ti.ca. L. fem. adj. arctica, de l'arctique, faisant référence à l'Océan Arctique où la souche type a été isolée, pour l'épithète,,. Le nom a été déclaré publié de manière valide par l'ICSP selon le code de nomenclature bactérienne.

### Taxonomie
Décrit depuis 1844, le genre Leucothrix ne comptait qu'une seule et unique espèce, l'espèce type Leucothrix mucor jusqu'à la découverte de l'espèce Leucothrix pacifica dans le Gyre subtropical du Pacifique sud. Comme les autres Leucothrix, l'espèce L. arctica fait partie de la famille des Thiotrichaceae et elle constitue la 3e espèce officielle de ce genre bactérien.